# Telvin Smith
Telvin Smith (* 11. April 1991 in Valdosta, Georgia) ist ein ehemaliger US-amerikanischer American-Football-Spieler in der National Football League (NFL). Er spielte für die Jacksonville Jaguars als Linebacker.

## College
Smith, der während der Highschool auch als Leichtathlet von sich reden machte, besuchte die Florida State University und spielte 2010 und 2013 für deren Mannschaft, die Seminoles, als Linebacker äußerst erfolgreich College Football. In 54 Spielen konnte er 214 Tackles setzen sowie 7,0 Sacks erzielen. Darüber hinaus gelangen ihm zwei Interceptions sowie zwei Touchdowns. 2013 konnte er mit den Seminoles die nationale Meisterschaft gewinnen.

## NFL
Beim NFL Draft 2014 wurde er in der fünften Runde als insgesamt 144. Spieler von den Jacksonville Jaguars ausgewählt. Er erhielt einen Vierjahresvertrag in der Höhe von 2,43 Millionen US-Dollar. Smith konnte sich sofort etablieren und lief bereits in seiner Rookie-Saison in allen 16 Partien auf, neun Mal sogar als Starter.
Gemeinsam mit dem Routinier Paul Posluszny wurde Smith in der Folge zur bestimmenden Persönlichkeit des Linebacker-Korps der Jaguars. 2015 konnte er gegen die Buffalo Bills seinen ersten Touchdown erzielen.
Im Oktober 2017 wurde sein Vertrag vorzeitig verlängert, für vier Jahre erhält er nun 45,05 Millionen US-Dollar.
Bislang konnte Smith noch jede Saison mehr als 100 Tackles setzen, 2017 war er sowohl in der Regular Season als auch in den Play-offs der produktivste Tackler seines Teams und die Jaguars Defense die zweitbeste Verteidigung der Liga. Für seine konstant guten Leistungen wurde er zusammen mit fünf anderen Defensiv-Spielern seines Teams in den Pro Bowl berufen. Auch 2018 brachte er konstant gute Leistungen.
Im Mai 2019 gab er via Instagram bekannt, die kommende Saison nicht anzutreten. Er nehme eine Auszeit, um sich für „sich selbst, seine Familie und seine Gesundheit Zeit zu nehmen“. Laut eigener Angaben verfügte Smith über mehrerer Angebote, machte aber keine Anstalten, seine Karriere als aktiver Sportler fortzusetzen.
Ende April 2020 wurde er wegen sexuellen Missbrauchs einer Jugendlichen festgenommen, wurde aber gegen Kaution auf freien Fuß gesetzt und muss mit einer Anklage rechnen.